# Білоруська партія свободи
Білоруська партія свободи (біл. Беларуская партыя свабоды, ПБС; Biełaruskaja partyja svabody, PBS) — білоруська партія націоналістичного спрямування, створена у 1992 році і юридично була розпущена 2003 року, проте продовжує діяльність.
Засновник і лідер партії Сергій Висоцький 2000 року був виключений з партії, чого не визнав, покинувши зал зі своїми прихильниками.

## Історія
2000 року відбувся перший з'їзд партії, було піднято питання про виключення Висоцького з лав партії. В цей же день Висоцький був позбавлений своїх прав в організації, після чого він і близько 30 прихильників покинули зал засідань не визнавши даного рішення і надалі не визнаючи розпад партії.
2003 року юридично чинне керівництво БПР заявило про самоліквідацію організації. Після цього більшість членів організації перейшли у новостворений «Правий Альянс».
2008 року в Мінську був затриманий лідер партії Сергій Висоцький за звинуваченням щодо справи про вибух в місті.

### Міжнародний комітет допомоги Україні
В період Революції Гідності БПС і деякі націоналістичні партії Естонії, Латвії, Литви створили «Міжнародний комітет допомоги Україні». Основною метою комітету було надання європейському суспільству правдивої інформації про те, що відбувається в Україні. Координатором комітету став Сергій Висоцький.
Члени комітету активно брали участь у допомозі постраждалим активістам на Євромайдані, і вивозили на лікування в країни Балтії.

### Альянс Балто-Чорноморських націй
У грудні 2014 року БПС стала співзасновницею Альянсу Балто-Чорноморських націй в Києві. Лідер партії Сергій Висоцький підписав Меморандум політичних і громадських організацій АБЧН.